# Lecidea paupercula
Lecidea paupercula är en lavart som beskrevs av Th. Fr. Lecidea paupercula ingår i släktet Lecidea och familjen Lecideaceae.   Inga underarter finns listade i Catalogue of Life.
I den svenska databasen Dyntaxa används istället namnet Lecidea praenubila för samma taxon.  Arten är reproducerande i Sverige.